# 瓦亞納德縣

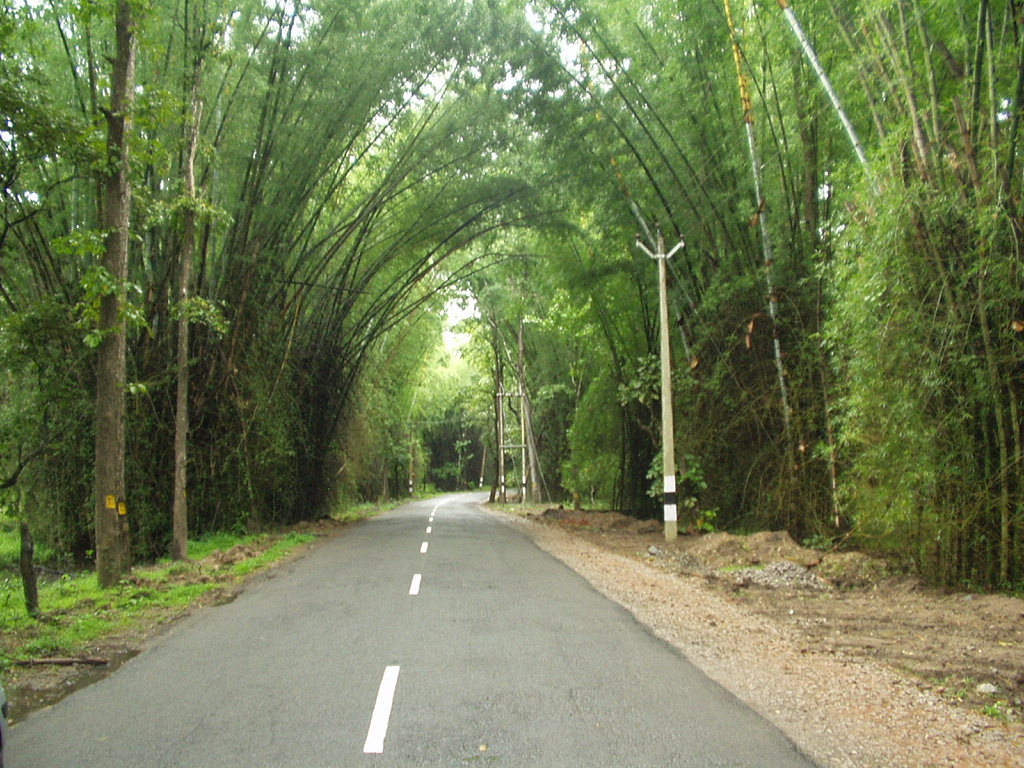

瓦亞納德縣（Wayanad district）是印度喀拉拉邦的一個縣，位於該國西南部，面積2,131平方公里，識字率為89.32%，2001年人口816,558，人口密度每平方公里383人。

## 外部連結
- Official site of Wayanad district
- Kerala Government Wayanad Info page
- Expert Bulletin Travel Guide